# Владислав Двораковський
Владислав Двораковський (пол. Władysław Dworakowski; 10 вересня 1908, Обляси — 17 листопада 1976, Варшава) — польський комуністичний політик і державний діяч, у середині 1950-х років — член Політбюро ЦК ПОРП, віцепрем'єр ПНР, голова Комітету громадської безпеки. Дотримувався ортодоксально-сталінських позицій, відкидав реформи Владислава Гомулки. Був знятий з партійно-державних постів, перебував у підпільній КПП Казімєжа Міяля.

## Комуністичний активіст
Народився у селянській сім'ї з Люблінської губернії Королівства Польського. Закінчив професійне училище, працював слюсарем. Ідейно та політично дотримувався комуністичних поглядів. З 1931 року був членом Комуністичного союзу польської молоді. У 1934—1938 — член Компартії Польщі.
У 1941—1942 роках Владислав Двораковський перебував у Товаристві друзів СРСР. З 1943 року — член комуністичної ПРП. Як боєць Армії Людова брав участь у Варшавському повстанні.

## Партійно-державний функціонер

### У Політбюро й уряді
З 1945 року Владислав Двораковський — функціонер урядущої комуністичної ПРП, з 1948 року — ПОРП. Був секретарем ЦК та партійних комітетів у Гданську, Варшаві, Лодзі. З листопада 1952 до березня 1954 року Двораковський — віцепрем'єр ПНР в уряді Болеслава Берута. У 1954—1956 роках — член Політбюро ЦК ПОРП. Був членом КРН, потім до 1957 року — депутат сейму. Виступав активним провідником сталінського курсу — тотального партійно-ідеологічного контролю, одержавлення, колективізації, репресій.
У грудні 1954 року Держрада ПНР ухвалила рішення про розформування Міністерства громадської безпеки (МГБ) — головного інструменту політичних репресій перших років правління ППР-ПОРП. Функції МГБ були розділені між МВС і новоствореним Комітетом громадської безпеки (КГБ). Спецслужби та політичний розшук перейшли у відання КГБ. Головою КГБ був призначений Владислав Двораковський (призначення керівником держбезпеки партійного функціонера означало «відновлення соцзаконності під партійним контролем» за радянським зразком).
Масштаб політичних переслідувань скоротився. Було звільнено деяких політв'язнів. Саме Владислав Двораковський як голова КГБ відвідав у тюремному шпиталі Владислава Гомулку та повідомив про його звільнення.

### У сталінській опозиції
XX з'їзд КПРС, Познанські події, смерть Болеслава Берута різко загострили політичну ситуацію у Польщі 1956 року. Стало очевидним швидке настання політичних змін. Керівництво й актив ПОРП розкололися на протилежні фракції. Пулав'яни (нещодавно ортодоксальні сталіністи) стали виступати за лібералізацію режиму. Натолінці стояли на жорстко ортодоксальних позиціях, наполягали на продовженні колишнього сталінсько-берутовського курсу та відрізнялися вираженим антисемітським ухилом. Владислав Двораковський, поряд з Францишеком Юзвяком, Александром Завадським, Владиславом Кручеком, Казімежем Міялем, належав до лідерів «натолинців».
21 жовтня 1956 року першим секретарем ЦК ПОРП став Владислав Гомулка, який виступав тоді під гаслами демократизації та десталінізації. «Натолінці» зазнали повної поразки, їхні представники, зокрема Владислав Двораковський, були виведені з партійного керівництва. Двораковський не прийняв новий політичний курс і незабаром відійшов від політики. У 1959 році він повернувся до професії слюсаря.

## З Політбюро до підпілля
У 1965 році Владислав Двораковський, як переконаний сталініст, брав участь у створенні нелегальної Компартії Польщі на чолі з Казімежем Міялем. Колишній член Політбюро та начальник держбезпеки став членом підпільної організації. Проте великої активності Двораковський не проявляв.
Помер Владислав Двораковський у віці 68 років. Похований на цвинтарі Військові Повонзки.